# Хлорид индия(II)
Хлорид индия(II) — неорганическое соединение, соль металла индия и соляной кислоты с формулой InCl2, бесцветные кристаллы, реагирует с водой.

## Получение
- Действие сухого хлористого водорода на металлический индий:

{\displaystyle {\mathsf {In+2HCl\ {\xrightarrow {200^{o}C}}\ InCl_{2}+H_{2}}}}

## Физические свойства
Хлорид индия(II) образует бесцветные расплывающиеся кристаллы ромбической сингонии, параметры ячейки a = 0,964 нм, b = 1,054 нм, c = 0,685 нм, Z = 8.
Молекулы димерны и имеют строение In[InCl4].

## Химические свойства
- Вода катализирует реакции диспропорционирования:

{\displaystyle {\mathsf {3InCl_{2}\ {\xrightarrow {H_{2}O}}\ 2InCl_{3}+In}}}
{\displaystyle {\mathsf {2InCl_{2}\ {\xrightarrow {H_{2}O}}\ InCl_{3}+InCl}}}
- При нагревании реагирует с кислородом воздуха:

{\displaystyle {\mathsf {4InCl_{2}+O_{2}\ {\xrightarrow {}}\ 2InOCl+2InCl_{3}}}}